# Этмоптеровые
Этмопте́ровые, или акулы чёрные светящиеся, или акулы чёрные колючие (лат. Etmopteridae, по названию типового рода Etmopterus) — семейство акул отряда катранообразных, в которое включают 5 родов и 45 видов. Тело этих акул покрыто светящимися фотофорами. Обитают во всех океанах за исключением Северного Ледовитого океана. Максимальный размер 30 см. Эти глубоководные акулы встречаются в тропических и умеренных водах, на материковом и островном склоне, реже на шельфе или в открытом океане. У основания обоих спинных плавников имеются шипы. У края верхней лопасти хвостового плавника имеется выемка.

## Классификация
- Aculeola de Buen — акулеолы
- Centroscyllium Muller et Henle — чёрные собачьи акулы
- Etmopterus Rafinesque — чёрные колючие акулы
- Miroscyllium Shirai et Nakaya
- Trigonognathus Mochizuki et Ohe